# Алегорія з Марсом, Венерою, Вікторією і Купідоном
«Алегорія з Марсом, Венерою, Вікторією і Купідоном» (італ. Allegoria con Marte, Venere, Vittoria e Cupido) — картина італійського живописця Паріса Бордоне (1500–1571), представника венеційської школи. Створена близько 1560 року. Зберігається у колекції Музею історії мистецтв у Відні (інв. №GG 120).
Картина походить з колекції Фуггера з Аугсбурга; колекція кардинала Отто Трухсесса фон Вальдбурга, Аугсбург; колекція Єремії Штайнінгера, Аугсбург (1643); колекція ерцгерцога Леопольда Вільгельма (1614–1662); у 1781 році зареєстрована в імператорській колекції у Відні.
Ймовірно, це полотно є частиною серії з шести алегорій, що призначалися для «еротичної» кімнати в Аугсбурзі, дві картини з яких зберігаються в Музеї історії мистецтв. Картина демонструє спокійну перевагу кохання над грубою силою зброї. Озброєна фігура Марса, ймовірно, задумувалась як портрет.